# Tomasz Łosowski
Tomasz Łosowski (ur. 28 września 1973 w Gdańsku) – polski perkusista, muzyk sesyjny, edukator, kompozytor i rysownik. Jeden z najbardziej znanych perkusistów w Polsce.
Współpracował z wieloma artystami polskiej sceny popowej, rockowej i jazzowej. Nagrał przeszło 50 płyt (w tym swoje projekty autorskie). Obecnie gra w zespole Kombi Łosowski i Orange Trane. Oprócz tego jest znanym edukatorem, prowadzi warsztaty i pokazy perkusyjne (drum clinic) na terenie całego kraju. Został uhonorowany tytułem Najlepszego Perkusisty Roku 2004 w plebiscycie magazynu „Gitara i Bas + Bębny” oraz nagrodą Eugeniusza w plebiscycie magazynu „Perkusista” w kategorii Najlepszy Edukator w 2014 roku. Autor pierwszej profesjonalnej szkoły na perkusję w Polsce wydanej przez pismo „Gitara i Bas + Bębny”. W 2015 roku został wyróżniony przez Doma Famularo w amerykańskim czasopiśmie „Modern Drummer” jako międzynarodowy edukator (lista edukatorów z całego świata).
Uhonorowany nagrodą Gloria Artist, z okazji 30-lecia pracy artystycznej. W 2024 roku wydał album ze swoimi rysunkami pt. Rysuję bo lubię.

## Życiorys

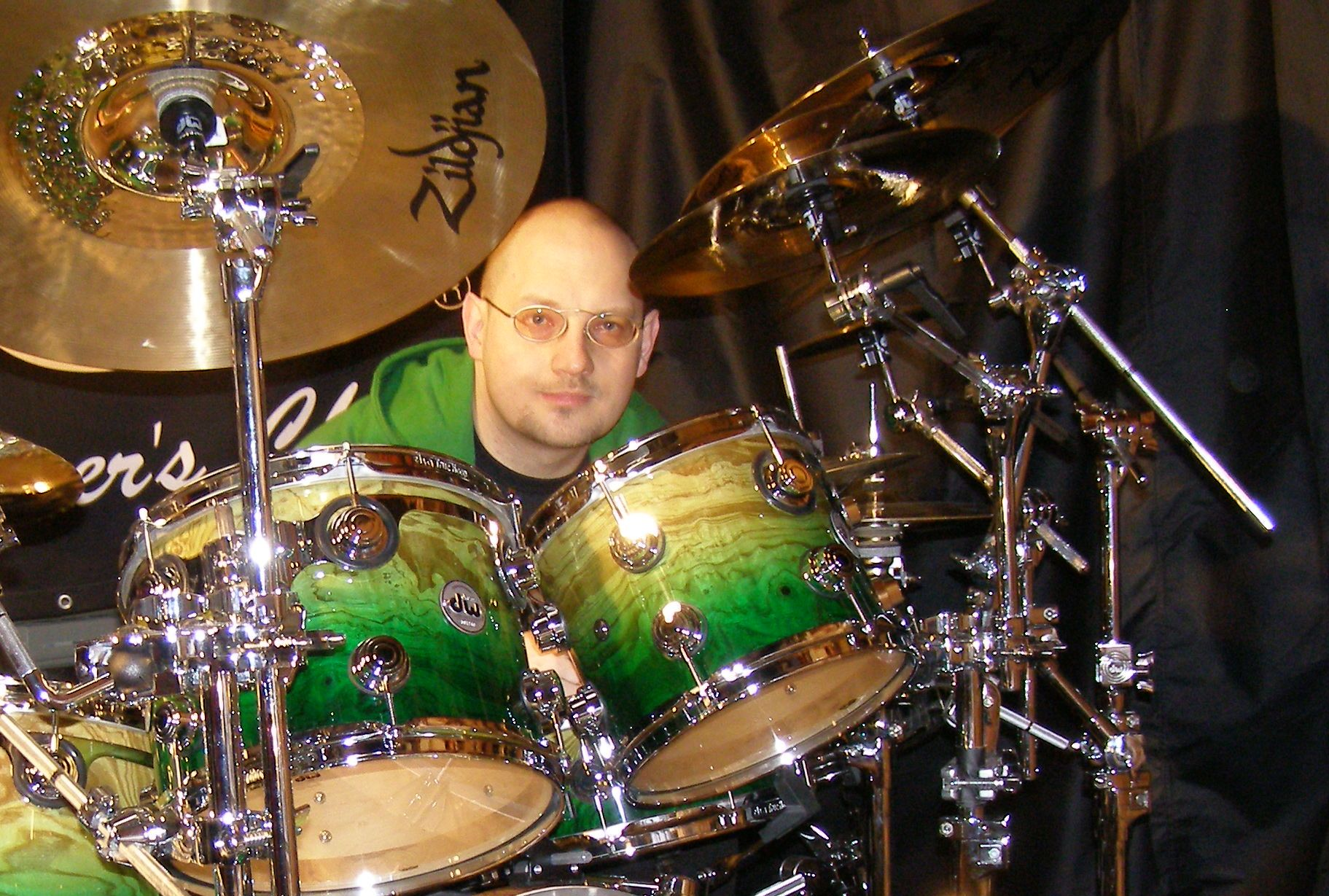
Tomasz Łosowski (2013)

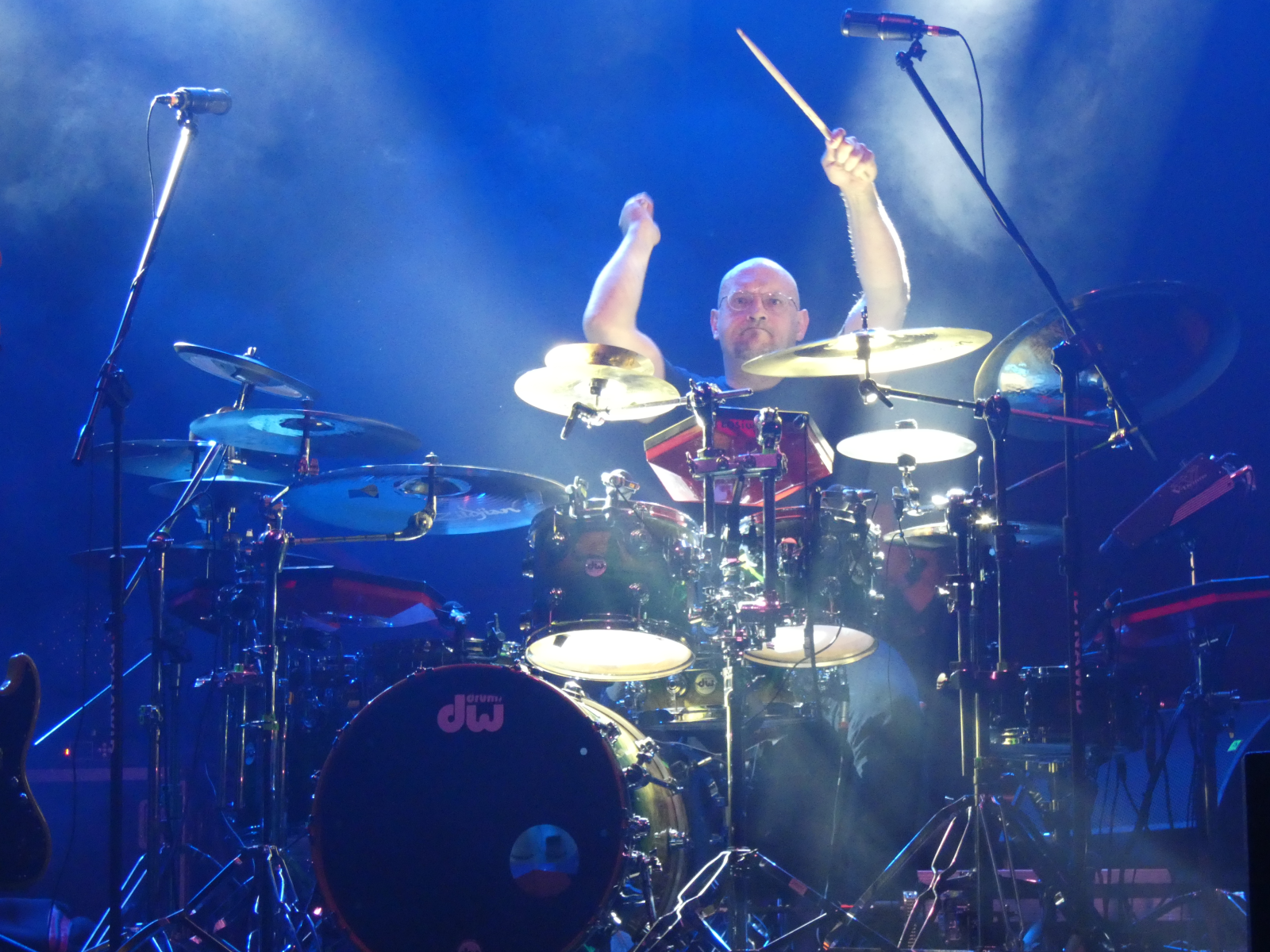
Tomasz Łosowski podczas koncertu Kombi Łosowski (2019)

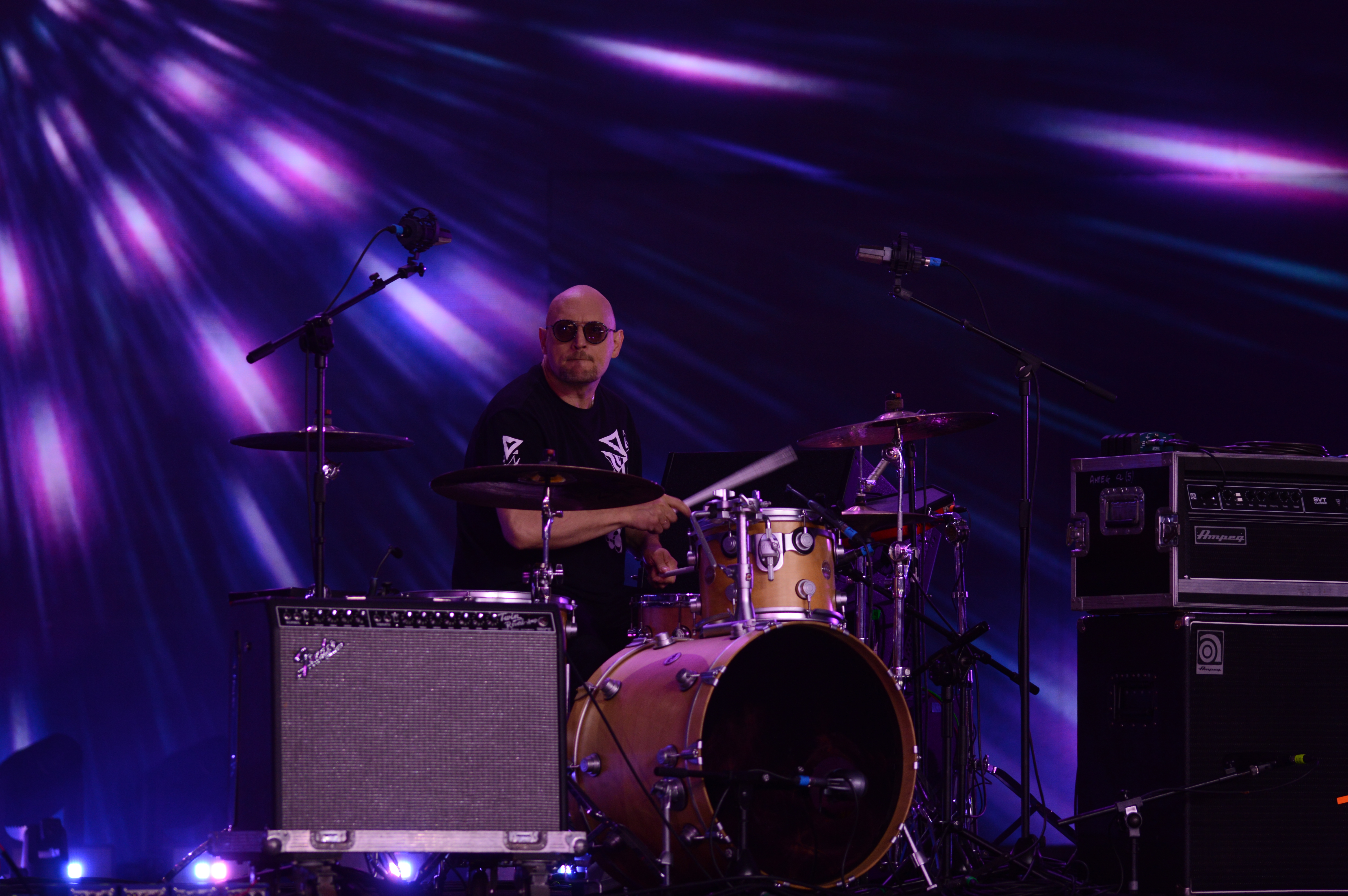
Tomasz Łosowski podczas koncertu Kombi Łosowski w ramach Top of The Top Sopot Festival (2022)

### Wczesne lata
Tomasz Łosowski urodził się 28 września 1973 roku w Gdańsku. Jest absolwentem szkoły muzycznej I i II stopnia im. Feliksa Nowowiejskiego w Gdańsku.

### Działalność artystyczna

#### Kombi
Tomasz Łosowski profesjonalną działalność artystyczną rozpoczął w 1991 od występu wraz z grupą Kombi, w której grał na instrumentach klawiszowych jego ojciec, Sławomir Łosowski. Był to jubileuszowy koncert z okazji 15-lecia grupy. Koncert ten został zarejestrowany i wydany w 1993 roku pod nazwą Ostatni koncert.
Obecnie jest członkiem zespołu Kombi Łosowski (https://kombi.pl/).

#### Orange Trane
W 1994 roku poznał basistę Piotra Lemańczyka, który zaprosił go do projektu Orange Trane. Łosowski wraz z zespołem występował m.in. podczas festiwali Jazz nad Odrą i Pomorska Jesień Jazzowa, gdzie Orange Trane otrzymało nagrody i wyróżnienia. W 1997 roku ukazał się debiutancki album kwartetu pt. Obertas, a następnie w 1998 roku My personal Friend. Później działalność zespołu została zawieszona. W 2011 roku Piotr Lemańczyk wraz z Tomaszem Łosowskim reaktywowali zespół. Zaprosili do współpracy wibrafonistę Dominika Bukowskiego. W 2012 roku ukazała się pierwsza płyta nowego składu – Orange Trane Acoustic Trio. Kolejna płyta pt. FUGU, ukazała się w 2014. W 2016 roku zespół wydał płytę pt. Interpersonal Lines nagraną z brytyjskim saksofonistą i raperem Soweto Kinchem, oraz z Jakubem Skowrońskim, polskim saksofonistą młodego pokolenia. W 2018 roku do składu dołączył saksofonista – Szymon Łukowski. Ostatnia płyta zespołu nosi tytuł Wolność. Wydawcą jest firma MTJ. Na płycie obok stałego składu (Lemańczyk, Łosowski, Łukowski, Bukowski) gościnnie zagrali: Raper Eskaubei (Bartosz Skub), Jakub Skowroński (saksofon) i Michał Ciesielski (saksofon).

#### Squad i ΠR2
W 2003 roku Łosowski został członkiem grupy Squad. W zespole ponadto występowali gitarzysta Marek Raduli, basista Wojciech Pilichowski, klawiszowiec Wojciech Olszak i skrzypek Adam Bałdych. W takim składzie grupa zarejestrowała trzy utwory, które ukazały się na płycie CD jako dodatek do czasopism Audio oraz Estrada i Studio.
Trio jazzrockowe ΠR2 było następstwem działalności grupy Squad (Raduli, Pilichowski, Łosowski). W 2005 roku ukazał się debiutancki album grupy zatytułowany Transporter wydany nakładem wytwórni muzycznej Fonografika. W 2008 roku ukazał się drugi album grupy pt. Time 52. Latem 2012 roku formacja zaprzestała działalności.

#### Quartado
Późną jesienią 2012 roku powstał zespół Quartado, tworzył muzykę z pogranicza jazzu, fusion, latin. Zespół nagrał płytę pt. Quartado, która zyskała wiele przychylnych recenzji i była wielokrotnie emitowana w Programie Trzecim Polskiego Radia. W skład zespołu wchodzili: Jan Rejnowicz – fortepian, instrumenty klawiszowe, Marcin Wądołowski – gitary, Karol Kozłowski – gitara basowa, Tomasz Łosowski – perkusja. W czerwcu 2019 ukazała się druga płyta zespołu pt. Quartado2. Wydawcą była firma Soliton.

#### Nagrania solowe
Również w 2003 roku Łosowski wydał pierwszą swoją solową płytę pt. C.V, na którą skomponował muzykę i zaprosił polskich muzyków z kręgu rocka, popu i jazzu.
W 2015 roku Tomasz Łosowski nagrał kolejną solową płytę – Tomasz Łosowski Acoustic Trio. Do projektu zaprosił Piotra Lemańczyka (kontrabas) oraz saksofonistę Szymona Łukowskiego.
W sierpniu 2016 roku ukazał się album solowy T. Łosowskiego pt. Fusionland. Płyta ta od strony stylistycznej była kontynuacją pierwszej płyty solowej pt. CV”. Z kolei w 2018 roku płyta C.V. zajęła ósmą pozycję w kategorii – 100 najważniejszych perkusyjnych płyt w Polsce (wg Magazynu Perkusista). Wyróżnienie to zainspirowało T. Łosowskiego do reedycji płyty z nowym masteringiem, który zrobił znany producent muzyczny Wojciech Olszak. Wydawcą (tak jak płyty Fusionland została firma Soliton).

#### Działalność jako sideman
Poza występami w zespołach Łosowski zrealizował na przestrzeni lat szereg nagrań jako gość i muzyk sesyjny. W połowie lat 90. XX wieku poznał basistę Wojtka Pilichowskiego, z którym nagrał wydany w 1996 roku album pt. Granat. Wydawnictwo uzyskało nominację do nagrody polskiego przemysłu fonograficznego „Fryderyk” w kategorii album roku – jazz. W 2001 roku na zaproszenie Pilichowskiego ponownie zagrał na albumie pt. Pi. W 2004 roku zagrał na albumie Leszka Możdżera Pub 700.
Łosowski nagrywał ponadto z takimi wykonawcami i grupami muzycznymi jak: Leszek Możdżer, Robert Janson, czy Marek Biliński. Część nagrań została zarejestrowana w rodzinnym studiu nagrań Łosowskich – SL Studio.

#### Warsztaty perkusyjne
Tomasz Łosowski od wielu lat prowadzi warsztaty perkusyjne, zarówno dla perkusistów jak i dla całych zespołów.
Prowadził warsztaty na m.in., Jaworkach (Muzyczna Owczarnia), Vena Łódź Festiwal, festiwalu Blues nad Bobrem, Przystanku Woodstock, tzw. Koneckich Warsztatach Muzycznych, Drum School w Łodzi i w wielu innych miejscach Polski.

## Życie prywatne
Pochodzi z rodziny o tradycjach artystycznych. Jego dziadek Alfons Łosowski był znanym gdańskim rzeźbiarzem, ojciec Sławomir Łosowski jest klawiszowcem, liderem grupy muzycznej Kombi Łosowski, natomiast siostra Joanna jest flecistką.

## Instrumentarium
Tomasz Łosowski gra na perkusjach firmy Gretsch. Używa też talerzy firmy Zildjian oraz pałek Zildjian.

### Zestaw perkusyjny
Gretsch USA Custom – Walnut Gloss
- 22" x 18" Bass Drum
- 10" x 7" Tom-Tom
- 12" x 8" Tom-Tom
- 14" x 14" Floor-Tom
- 16” x 16” Floor-Tom

Gretsch Brodkaster Walnut Satin
- 20" x 14" Bass Dum
- 10" x 7" Tom-Tom
- 12”x8” Tom-Tom
- 14”x 14” Floor-Tom
- 14” x 6,5” Snare

Gretsch Catalina Club
- 18" x 14" bass drum
- 12" x 8" Tom-Tom
- 14" x 12" Floor – Tom
- 14" x 5" Snare

Gretsch snares
- 14" x 5" Vinnie Colaiuta signature Snare
- 12" x 4" Vinnie Colaiuta signature Picolo Snare
- 14" x 5" Chrome Over Brass Snare
- 14" x 5,5" Keith Carlock Signature Model
- 14" x 5,5" Mike Johnston Signature Model

### Pałeczki perkusyjne
- Zildjian Antonio Sanchez Signature Model

### Zildjian Cymbals
- K Custom Hybrid Reverse Limited hi hat 14"
- K Constantinople Hi Hat 14"
- A Avedis New beat Hi Hat
- A Custom Hi Hat
- Zildjian  8", 10"  FX Stacks
- A Custom Mastersound Hi-hat 12"
- K Custom Dark Complex Ride 21"
- K Custom Organic Ride 21"
- K Constantinople Renaissance Ride 22”
- K Constantinople Bounce Ride 22”
- A Custom Crash 17" zamiennie K Custom Fast Crash 18"
- A Custom Crash 16"
- K Zildjian Cluster Crashes 16”, 18”, 20”
- Azuka Lation Multi Crash 15" zamiennie A Custom EFX 18"
- Avedis Zildjian Armand Ride "Sweet Baby" 19" zamiennie K Custom Special Dry Crash 20” lub 22”
- Oriental China Trash 18" zamiennie Oriental China Trash  20”
- Oriental Trash Splash 9"
- A Custom Splash 6", 8”, 10” i 12”

### Zestawy elektroniczne
- Roland TDW 20 (perkusja elektroniczna)[20]
- Simmons SDS V (perkusja elektroniczna)[20]

## Dyskografia
- Jacek Gawłowski – Welcome In My Guitarland (1993, Kophaus)[21]
- Kombi – Ostatni koncert (1993, Inter Sonus Music 047-048)[22]
- Sławomir i Tomasz Łosowscy – Nowe narodziny (1994, X-Serwis CD 008)[23]
- Blenders – Kaszëbë (1995, Polton)[24]
- Wojtek Pilichowski – Granat (1996, PolyGram Polska)[25]
- Agape – Niech twój rozbłyśnie dzień (1998, Stowarzyszenie Muzyczne „Agape”)
- Robert Janson – Nowy świat (1999, BMG Poland / Zic Zac)[26]
- Kuba i Maciek Molęda – Zatrzymaj się... (1999, ARA)[21]
- Maciek Molęda – Ciebie dla siebie (1999, Pomaton)[21]
- Renata Dąbkowska – Jedna na cały świat (1999, Universal Music Polska)[21]
- Kancelarya – Zabiorę Cię (2000, Futurex)[21]
- Agape i Cezary Paciorek – Największa jest miłość (2000, Stowarzyszenie „Agape”)[21]
- Wojtek Pilichowski – Pi (2001, Pomaton EMI)[21]
- Marcin Saktura – Mr. SAKU (2004, JD MUSIC)[21]
- Leszek Możdżer – Pub 700 (2004, Fonografika)[21]
- Tomasz Łosowski – C.V. (2004, SL Music)[27]
- Fonefemere – ROCK ATAK (2004, New Project Production)[21]
- Kombi – Złota kolekcja (2005, Pomaton)[21]
- Piotr Krupski – Kombimus (2005, OLD-SKOOL)[21]
- Mikołaj Majkusiak – Road to the Unknown (2007, Polskie Radio)[21]
- Marcin Duński – Kameleon (2007)[21]
- Łosowski – „Niebo, które czeka” (2007, SL Music)[28]
- Łosowski – „Miłość, to dwoje nas” (2008, SL Music)[29]
- Łosowski – „Pekin – digital sound” (2008, SL Music)[21]
- Marek Raduli Squad – Live in Jaworki 2003 (2009, Rec Records)[30]
- Łosowski – Zaczarowane miasto (2009, MTJ)[31]
- Łosowski – „Czerwień i czerń” (2009, SL Music)[32]
- Quartado – Quartado (2014)[33]
- Tomasz Łosowski – Acoustic Trio (2015, Soliton)[34]
- Kombi – Nowy album (2016, Fonografika)[35]
- Tomasz Łosowski – Fusionland (2016, Soliton)[12]
- Kombi – Koncert 40-lecia (2017, MTJ)[36]
- Quartado – Quartado 2 (2019, Soliton)[37]
- Kombi – Bez ograniczeń energii 5–10–50 (2019, MTJ)[38]
- Piotr Lemańczyk Electric Band – Boost Time (2021, Day Music)[39]
- Tomasz Łosowski – Tomasz Łosowski 30-lecie (2021, MTJ)[40]
- Kombi – Minerał życia (2021, SL Sound)[41]
- Kombi Łosowski – Instrumentalnie (2025, SL Sound)

## Wideografia
Filmy instruktażowe
- Tomek Łosowski – Szkoła na perkusję cz. 1, Powrót do podstaw (VHS, 1997, Professional Music Press)
- Tomek Łosowski – Szkoła na perkusję cz. 2, Kontynuacja nauki (VHS, 1997, Professional Music Press)

Filmy instruktażowe jako dodatki do gazet
- Warsztaty Tomka Łosowskiego cz. 1 – „Strój”, DVD (Perkusista 1/2008, AVT-Korporacja. ISSN 1899-7732)[42]
- Warsztaty Tomka Łosowskiego cz. 2 – „Werble”, DVD (Perkusista 1/2009, AVT-Korporacja. ISSN 1899-7732)[43]
- Warsztaty Tomka Łosowskiego cz. 3 – „Werble i scena”, DVD (Perkusista 2/2009, AVT-Korporacja. ISSN 1899-7732)[44]
- Warsztaty Tomka Łosowskiego cz. 4 – „Paradidle, flamy i inne”, DVD (Perkusista 3/2009, AVT-Korporacja. ISSN 1899-7732)[45]
- Warsztaty Tomka Łosowskiego cz. 5 – „Grupy ćwiczeń”, DVD (Perkusista 4/2009, AVT-Korporacja. ISSN 1899-7732)[46]
- Warsztaty Tomka Łosowskiego cz. 6 – „Grupy ćwiczeń c.d.”, DVD (Perkusista 5/2009, AVT-Korporacja. ISSN 1899-7732)[47]
- Warsztaty Tomka Łosowskiego cz. 7 – „A teraz całość”, DVD (Perkusista 6/2009, AVT-Korporacja. ISSN 1899-7732)[48]
- Warsztaty Tomka Łosowskiego cz. 8 – „Technika nożna”, DVD (Perkusista 1/2010, AVT-Korporacja. ISSN 1899-7732)[49]
- Warsztaty Tomka Łosowskiego cz. 9 – „Akcja Koordynacja”, DVD (Perkusista 2/2010, AVT-Korporacja. ISSN 1899-7732)[50]
- Warsztaty Tomka Łosowskiego cz. 10 – „Koordynacja, koordynacja, koordynacja”, DVD (Perkusista 3/2010, AVT-Korporacja. ISSN 1899-7732)[51]
- Warsztaty Tomka Łosowskiego cz. 11 – „Koordynacja – poziom zaawansowany”, DVD (Perkusista 4/2010, AVT-Korporacja. ISSN 1899-7732)[52]

## Nagrody, odznaczenia i wyróżnienia
- 1995 – II nagroda na festiwalu Jazz Juniors wraz z grupą Orange Trane
- 1996 – Nominacja do nagrody Polskiego przemysłu fonograficznego Fryderyk w kategorii Jazzowy album roku (Wojtek Pilichowski Granat)[13]
- 2004 – Nagroda czasopisma Gitara i Bas + Bębny w kategorii Najlepszy Perkusista[53]
- 2004 – Nagroda czasopisma Gitara i Bas + Bębny w kategorii Najlepsza Sekcja Rytmiczna (wraz z Wojtkiem Pilichowskim)
- 2011 – Wyróżnienie czasopisma „Magazyn Perkusista” Najbardziej Inspirujący Polski Perkusista Wszech Czasów – 4. miejsce[54]
- 2014 – Nagroda „Eugeniusza” w plebiscycie „Magazynu Perkusista” w kategorii Najlepszy Edukator[53]
- 2017 – Wyróżnienie magazynu „Magazynu Perkusista”. T. Łosowski znalazł się na liście 101 Najważniejszych polskich perkusistów wszech czasów[55]
- 2021 – Nagroda jubileuszowa SAWP za 30-lecie pracy artystycznej[56][57]
- 2021 – Nagroda Prezydenta Miasta Gdańska w Dziedzinie Kultury z okazji jubileuszu 30-lecia pracy artystycznej[58]
- 2021 – Brązowy Medal „Zasłużony Kulturze Gloria Artis”[59][3]